# Мікропеніс

Діаграма розміру пеніса залежно від віку (поріг мікропеніса)

Мікропеніс (грец. κρός — маленький і πέος — статевий орган) — чоловічий статевий орган, розмір якого у витягнутому стані або в стані ерекції менше 2 см; чоловічий статевий орган незвично малого розміру, при якому повноцінне статеве життя може бути об'єктивно ускладнене. Зустрічається зрідка, приблизно в 0,6% дорослих чоловіків від загальної кількості на планеті. Загальним критерієм є довжина пеніса, виміряна з дорсальної (верхньої) сторони, мінімум на 2,5 стандартних відхилень менша, ніж середній розмір статевого органа чоловіка. Інколи термін «мікропеніс» застосовують при відсутності змін пеніса, мошонки і промежини, характерних для інтерсексуальності.